# متلازمة أبشاو شولمان
متلازمة أبشاو شولمان (يو إس إس)، شكل وراثي متنحي من فرفرية نقص الصفيحات الخثرية (تي تي بّي)، وهو اضطراب تخثر دموي نادر ومعقد. تنتج متلازمة أبشاو شولمان عن غياب إنزيم بروتياز ADAMTS13 ما يؤدي إلى بقاء عامل فون ويلبراند عديد الجزيء الضخم في الدوران، ويتسبب بدوره في نوبات من اعتلال الأوعية الدقيقة التخثري الحاد وانسداد العديد من الأوعية الصغيرة. تحرم هذه الانسدادات الأنسجة من الدم والأكسجين، ما يؤدي إلى تلف الأنسجة وموتها. تتنوع مظاهر نوبة متلازمة أبشاو شولمان الحادة، لكنها تترافق عادةً مع قلة الصفيحات، وفقر الدم الانحلالي باعتلال الأوعية الدقيقة المترافق بظهور الكريات المنفلقة على محيط اللطاخة الدموية، والحمى وعلامات تلف العضو الإقفاري في الدماغ والكلية والقلب.

## العلامات والأعراض
تتنوع تظاهرات متلازمة أبشاو شولمان. تشمل الأعراض الأولية، التي تدفع المريض إلى طلب الرعاية الطبية، نتائج تعداد الصفيحات المتدني مثل الفرفريات (الموجودة لدى 90٪ من المرضى)، والكدمات والأورام الدموية. قد يبلغ المرضى أيضًا عن علامات وأعراض ناتجة عن فقر دم انحلالي بسبب اعتلال الأوعية الدقيقة، مثل البول البني الغامق (لون البيرة)، واليرقان (الخفيف)، والتعب والشحوب. تظهر الأعراض الدماغية بدرجات متفاوتة لدى العديد من المرضى، وتشمل الصداع والشلل الجزئي واضطراب النطق ومشاكل في الرؤية والنوبات واضطراب الوعي الذي يترقى إلى السبات. قد تكون الأعراض مترددة وتتواجد مؤقتًا، لكنها تعاود الظهور مجددًا في وقت لاحق من نوبة متلازمة أبشاو شولمان. تشمل الأعراض الأخرى غير النوعية التوعك العام، والألم البطني والمفصلي والعضلي. تعد التظاهرات القلبية أو الرئوية الشديدة نادرة، على الرغم من أن قياس مدى إصابتها شائع (عبر تغيرات تخطيط كهربائية القلب مثلا).

## السبب

### الوراثيات
يقع الجين المسؤول عن ADAMTS13 (إنزيم من عائلة الديسينتغرين وميتال بروتياز مع الثرومبوسبوندين من النوع 1 حافز 13) على الصبغي التاسع في الموقع 34 من الذراع الطويل ويرمز 29 إكسونًا. يتكون إنزيم ADAMTS13 من 1427 حمضًا أمينيًا ويتمتع بالعديد من نطاقات البروتين:
- يُعتقد أن ببتيد الإشارة يلعب دورًا في إفراز بروتين ADAMTS13 وطيّه واستقراره. يتفاعل مع الدهون الفسفورية الغشائية والمكونات البروتينية في آلية الإفراز داخل الخلايا.[7]
- يحتوي نطاق الميتال بروتياز (حال للمعدن) على الموقع النشط، الذي يشطر عامل فون ويلبراند غير المطوي داخل النطاق أيه 2، بين حمضي التيروزين 1605 والميثونين 1606 الأمينيين.[8]
- يعد نطاق الديسينتغرين مع الثرومبوسبوندين المكرر، والنطاقات التابعة الغنية بالسيستين والمباعِدة ضرورية للتعرف على الركيزة وربطها وشطر عامل[7] فون ويلبراند في النطاق أيه 2.[8] في البداية، يتعرف النطاق المباعد على عامل فون ويلبراند، ما يزيد من ألفة ADAMTS13 وعامل فون ويلبراند. بعد ذلك، يدخل النطاق الشبيه بالديسينتغرين في رابطة منخفضة الألفة. يتفاعل نطاق الميتال بروتياز لاحقًا مع عامل فون ويلبراند على شكل سحاب جزيئي مكون من ثلاث خطوات.[9]
- تتواسط تكرارات الثرومبوسبوندين 1 في التفاعلات البروتينية في النسيج البيني خارج الخلوي.[5]
- يعد النطاق الغني بالسيستين مسؤولًا عن الارتباط بإنتغرينات الأغشية الخلوية المختلفة على سبيل المثال.[5]
- تشارك نطاقات CUB في التفاعلات البروتينية[5] مع نطاقات عامل فون ويلبراند، والتي تصبح مكشوفة بفعل إجهاد القص،[8] وتشارك أيضًا في ربط عامل فون ويلبراند وشطره. بالإضافة إلى ذلك، تشارك في إفراز بروتين ADAMTS13. [10]

تؤدي الأمراض التي تسبب طفرات في ADAMTS13، والمتواجد في جميع نطاقات البروتياز ADAMTS13، إلى إفراز معيب لإنزيم ADAMTS13 مع انخفاض نشاط الأنزيم أو استمرار عمله الطبيعي. يُعرف اليوم أكثر من 120 مرضًا مسببًا للطفرات بالإضافة إلى تعدد أشكال النكليوتيدات المفردة (إس إن بّي). لوحظ نشاط ADAMTS13 المتبقي مترافقًا مع بعض الطفرات ويبدو أنه مرتبط ببدء المرض في وقت لاحق. افتُرض أن بعض أنواع تعدد أشكال النكليوتيدات المفردة تتفاعل مع بعضها البعض وقد تضخم نشاط ADAMTS13 الكلي أو تقلله.

### عمل ADAMTS13 وإمراضيته
تضم عائلة البروتياز ADAMTS إنزيمات تعالج الكولاجين وتشطر النسيج البيني داخل الخلوي وتمنع تكوين الأوعية الدموية وتجلط الدم. ينتمي ADAMTS13 إلى البروتياز المعتمد على الزنك، وتعبر عنه الخلايا النجمية للكبد والخلايا البطانية بصورة أساسية، ولكن عُثر عليه أيضًا في أنواع أخرى من الخلايا، مثل الصفيحات الدموية والخلايا الرجلاء في الكليتين والعديد من خلايا الدماغ. يتمثل الدور الوحيد المعروف للبروتياز ADAMTS13 في شطر عامل فون ويلبراند عديد الجزيء. يبلغ نصف عمر البلازمي لـ ADAMTS13 المستخدَم لدى مرضى متلازمة أبشاو شولمان نحو 2-4 أيام، في حين تستمر تأثيراته الوقائية لفترة أطول.
يعاني مرضى متلازمة أبشاو شولمان عادةً من نقص حاد في نشاط ADAMTS13 بنسبة أقل من 10٪ من المعدل الطبيعي. في هذا المجال المنخفض، قد يتواجد نشاط ADAMTS13 متبقي حسب نوع الطفرات الكامنة.
غالبًا ما لا يكون عوز ADAMTS13 الشديد في سياق متلازمة أبشاو شولمان كافيًا لتحريض نوبة فرفرية نقص الصفيحات الخثرية الحادة (الأولى). تحدث النوبة عند وجود محرض إضافي (بيئي). تشمل المحرضات المعروفة: العدوى (منها التهابات الطرق الهوائية العلوية الشبيه بالإنفلونزا) أو الحمل أو الإفراط في الكحوليات أو بعض الأدوية. في هذه الحالات، يُطلق عامل فون ويلبراند من عضيات التخزين الخاصة به، مثل أجسام ويبل باليد وحبيبات الصفيحات الدموية. يؤدي ازدياد مستويات عامل فون ويلبراند في الدوران إلى ازدياد الحاجة إلى ADAMTS13، والذي يكون إنتاجه ناقصًا في متلازمة أبشاو شولمان، وبالتالي قد يؤدي ذلك إلى حدوث نوبة من فرفرية نقص الصفيحات الخثرية.

## علم الأمراض
بعد إفراز ADAMTS13، يجول مرتبطًا بالسطح البطاني أو حرًا في مجرى الدم. يؤدي إجهاد القص المتزايد في الأوعية الصغيرة والدقيقة إلى تغير الهيكل ثلاثي الأبعاد لعامل فون ويلبراند من الشكل الكروي المنكمش إلى شكله الخطي. تصبح مواقع الارتباط الفعالة على عامل فون ويلبراند الخطي مكشوفة، وتعد بدورها مهمة في بدء تجلط الدم. تربط هذه المواقع الصفيحات الدموية بمناطق الآفة في الأوعية الدموية عن طريق ربط سلاسل عامل فون ويلبراند الممتدة مع بعضها البعض، فتتكون جلطة دموية. يؤدي التصاق عامل فون ويلبراند المتزايد واتصاله ببعضه إلى ارتباط تلقائي بالصفيحات الدموية وتجلط الدم. يكشف عامل فون ويلبراند الخطي المجال أيه 2، وينشطر إلى حجمه الطبيعي في حال وجود نشاط ADAMTS13 كافٍ. يفقد عامل فون ويلبراند التصاقه المتزايد ونشاطه الرابط العفوي في طوله الطبيعي، ويقتصر دوره على العمل ضمن وقت الحاجة فقط.

## التشخيص
يعتمد تشخيص فرفرية نقص الصفيحات الخثرية على الأعراض السريرية التي يصاحبها وجود نقص صفيحات (عدد الصفيحات الدموية أقل من 100×109/ لتر) وفقر الدم انحلالي باعتلال الأوعية الدقيقة مع ظهور الكريات المنفلقة في اللطاخة الدموية، وسلبية اختبار أضداد الغلوبيولين المباشر (اختبار كومبس)، وارتفاع مستويات مشعرات الانحلال الدموي (مثل البيليروبين الكلي، وإنزيم نازع هيدروجين اللاكتات، والهيموغلوبين الحر، والهابتوغلوبين غير المقاس)، وذلك بعد نفي أي سبب واضح آخر.
يمكن أن تتظاهر متلازمة أبشاو شولمان بأعراض مشابهة لعدة أمراض يجب استبعادها، وتشمل: العدوى الخاطفة، والتخثر المنتشر داخل الأوعية، وفقر الدم الانحلالي بالمناعة الذاتية، ومتلازمة إيفانز، والشكلين النموذجي وغير النموذجي من متلازمة انحلال الدم اليوريمية، ومتلازمة هيلب (التي تضم انحلال الدم، وارتفاع إنزيمات الكبد، وانخفاض تعداد الصفيحات الدموية)، وما قبل الإرجاج، وقلة الصفيحات المحدثة بالهيبارين، والسرطان الذي يترافق غالبًا مع الانبثاث، والأذية الكلوية، ومتلازمة أضداد الفوسفوليبيد، والآثار الجانبية لزرع الخلايا الجذعية المكونة للدم.
تجدر الإشارة إلى أن الإصابات المرتبطة بالحمل مثل ما قبل الإرجاج والإرجاج ومتلازمة هيلب قد تتداخل في تظاهراتها، إذ قد يحرض الحمل حدوث نوبات فرفرية نقص الصفيحات الخثرية.
قد تنقص فعالية ADAMTS13 لدى المرضى المصابين بالعدوى الخاطفة، والتخثر المنتشر داخل الأوعية الدموية، ومتلازمة هيلب، والتهاب البنكرياس، وأمراض الكبد، وغيرها من الحالات الالتهابية النشطة، ولكن لا يصل النقص أبدًا إلى أقل من 10٪ من المعدل الطبيعي.
يعتبر نقص ADAMTS13 الحاد الذي يقل عن 5٪، أو النقص الذي يتجاوز 10٪ من المعدل الطبيعي (بناءً على التعريفات) نوعيًا للغاية لتشخيص فرفرية نقص الصفيحات الخثرية. تعتمد فحوصات نشاط ADAMTS13 على القياس المباشر أو غير المباشر لنواتج انشطار عامل فون ويلبراند. يجب قياس نشاطه في عينات الدم المأخوذة قبل بدء العلاج لتجنب ارتفاع نشاط ADAMTS13 الكاذب. في حال وجود نقص حاد في ADAMTS13، يجب إجراء اختبار تثبيط ADAMTS13 للتمييز بين الشكل المكتسب، والمتواسط بالأضداد، والخلقي لفرفرية نقص الصفيحات الخثرية (في سياق متلازمة أبشاو شولمان). يمكن اختبار وجود الأضداد عن طريق مقايسة الامتصاصية المناعية للإنزيم المرتبط (إلايزا) أو عبر قياس التثبيط الوظيفي. قد يتقلب مستوى مثبط ADAMTS13 عبر سير المرض ويعتمد على الأضداد الحرة في الدوران، وبالتالي فإن سلبية الاختبار لمرة واحدة لا تستبعد دائمًا وجود مثبطات ADAMTS13، أي لا تستبعد السبب المناعي الذاتي لفرفرية نقص الصفيحات الخثرية. عند وجود نقص ADAMTS13 حاد مع غياب المثبط، تُؤكد النتيجة بإجراء اختبار ثانٍ في فترة الهجوع لدى المريض المحتمل إصابته بأبشاو شولمان، وتدفع إيجابية الاختبار الثاني إلى إجراء تحليل جزيئي لجين ADAMTS13 لتأكيد حدوث طفرة. في الحالات غير الواضحة، يمكن إجراء تجربة التسريب الوريدي، والتي تُظهر في متلازمة أبشاو شولمان بغياب أضداد ADAMTS13 استعادةً كاملة لنشاط ADAMTS13 البلازمي، ويبلغ عمر النصف البلازمي لنشاط ADAMTS13 المسرَّب 2-4 أيام. يعتبر نقص نشاط ADAMTS13 لدى أقارب من الدرجة الأولى أيضًا مؤشرًا قويًا جدًا على متلازمة أبشاو شولمان.